# Дейкало, Пётр Григорьевич
Пётр Григорьевич Дейкало (20 апреля 1917, Солоница — 26 февраля 1977, Лубны, Полтавская область) — старший лейтенант Советской Армии, участник Великой Отечественной войны, Герой Советского Союза (1943).

## Биография
Пётр Дейкало родился 20 апреля 1917 года в селе Солоница (ныне — Лубенский район Полтавской области Украины) в крестьянской семье. После окончания семи классов школы и курсов трактористов работал механиком на Ромоданской машинно-тракторной станции в Миргородском районе. В 1937 году Дейкало был призван на службу в Рабоче-крестьянскую Красную Армию. 
С сентября 1941 года — на фронтах Великой Отечественной войны. В 1942 году окончил курсы командного состава береговой обороны Главной военно-морской базы Черноморского флота. К ноябрю 1943 года лейтенант Пётр Дейкало командовал ротой автоматчиков 386-го отдельного батальона морской пехоты Новороссийской военно-морской базы Черноморского флота. Отличился во время высадки советских войск на Керченский полуостров в ходе Керченско-Эльтигенской десантной операции.
В ноябре 1943 года рота Дейкало получила боевую задачу: захватить дамбу и причалы рыбацкого посёлка на побережье Керченского пролива и подавить огонь вражеских артиллерийских батарей. Когда на двух мотоботах и гребном баркасе рота приблизилась к побережью, противник открыл по ней шквальный огонь. На мотоботах были испорчены моторы, из-за чего роте пришлось вернуться на исходные рубежи. Вечером того же дня рота во второй раз начала переправу через пролив. На сей раз роте удалось высадиться на берег и подоспеть на помощь 386-му отдельному батальону морской пехоты под командованием капитана Н. А. Белякова. Рота Дейкало одним ударом отбросила немецкие войска, уничтожив десять огневых точек противника и более 100 его солдат и офицеров. Дождавшись подкреплений, морские пехотинцы освободили посёлок колхоза «Коммуна Инициатива» у озера Тобечикского, захватили расположенные на побережье пролива доты и, продвинувшись на север, соединились с высадившейся около Эльтигена группой войск. В дальнейшем рота приняла активное участие в штурме высот Митридата и освобождении Керчи.
Указом Президиума Верховного Совета СССР от 17 ноября 1943 года за «мужество и отвагу, проявленные при форсировании Керченского пролива и обороне захваченного плацдарма» лейтенант Пётр Дейкало был удостоен высокого звания Героя Советского Союза с вручением ордена Ленина и медали «Золотая Звезда» за номером 2913.
В 1946 году в звании старшего лейтенанта Дейкало был уволен в запас. Проживал в городе Лубны Полтавской области, работал директором межрайонной конторы «Автотракторсбыт». В 1970 году Дейкало вышел на пенсию. Умер 26 февраля 1977 года.
Был также награждён орденом Александра Невского и рядом медалей.
В честь Дейкало названа улица в Керчи.